# Shokichi Sato
Shokichi Sato (佐藤 昌吉 Sato Shokichi?,  nacido el 9 de abril de 1971 en Aomori) es un exfutbolista japonés. Jugaba de centrocampista y su último club fue el Omiya Ardija de Japón.

## Trayectoria

### Clubes
| Club               | País       | Año         |
| ------------------ | ---------- | ----------- |
| NKK                | Japón      | 1990 - 1993 |
| Sheffield United   | Inglaterra | 1991 - 1992 |
| Kyoto Purple Sanga | Japón      | 1994 - 1998 |
| Omiya Ardija       | Japón      | 1999        |